# Palatset (opera)

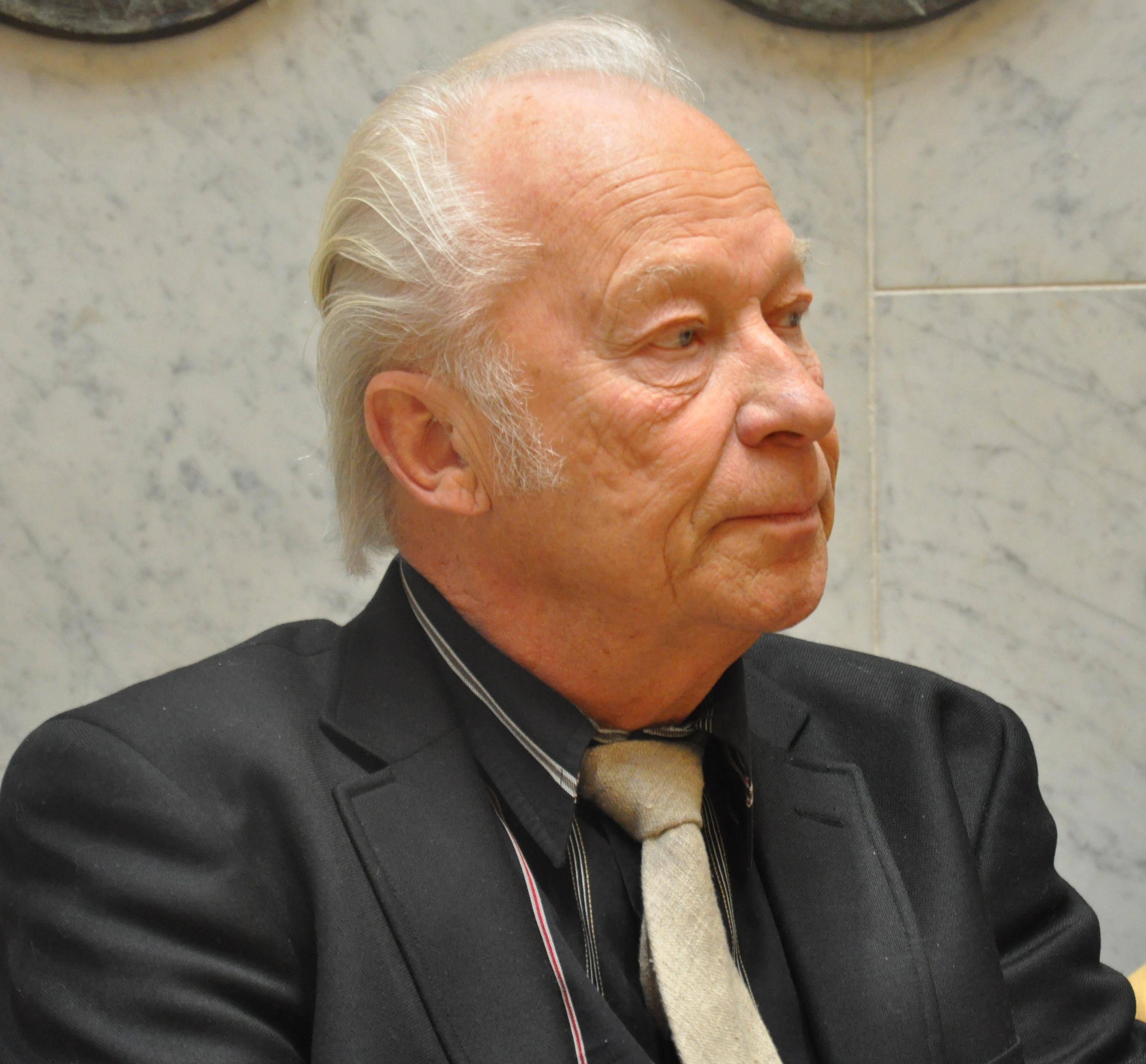
Aulis Sallinen

Palatset (finska: Palatsi) är en finsk opera i prolog och tre akter med musik av Aulis Sallinen och libretto av Irene Dische och Hans Magnus Enzensberger.

## Historia
Librettot bygger på Mozarts sångspel Enleveringen ur seraljen och på Ryszard Kapuścińskis bok Kejsaren (1983) om den etiopiske kejsaren Haile Selassie sista dagar vid makten 1974. Dische och Enzensberger skrev librettot på engelska och 1990 erbjöd de Sallinen att komponera musiken. Då Sallinen redan var inne på att skriva en lättare kammaropera översatte han själv librettot till finska. Originaltiteln var The Song of Bassa Saddam, men ändrades efter Kuwaitkrigets utbrott 1990 för att undvika alla misstankar om aktualitet.
Likheterna med Enleveringen ur seraljen återfinns huvudsakligen i rollnamnen: härskaren kallas omväxlande för "Kung" eller "Bassa"; drottningen är Constance; Valmonte är en diplomat som återvänt från världen utanför; de viktigaste hovmännen är Ossip och Petruccio.
Musiken har beskrivits som ett mellanting mellan Sjostakovitj och Leonard Bernstein med inslag av sarkastisk humor. Moderna inslag förekommer, till exempel är bödelns klagan en tango och de två hovmännens sång är en boogie woogie. Constances och Valmontes duetter parodierar Broadwaymusikaler och Kitty har ett solonummer som påminner om en "show stopper" i en musikal av Richard Rodgers och Oscar Hammerstein.
Operan hade premiär den 26 juli 1995 på Nyslotts operafestival i Nyslott under ledning av Okko Kamu.

## Personer
- Kungen (tenor)
- Drottning Constance (sopran)
- Valmonte (baryton)
- Petruccio (tenor)
- Ossip (basbaryton)
- Kitty, hovdam (sopran)
- Läkaren (tenor)
- Kuddbäraren (tenor)
- Finansministern (baryton)
- Mestaaja (Bödeln) (bas)
- Hovmän, tiggare, petionärer

## Handling
Prolog
Kungen har inte varit synlig på tre dagar. Valmonte skickar efter en läkare för att undersöka kungen medan bödeln klagar över bristen på avrättningar. 
Akt I
Tre dagar tidigare återvänder Valmonte från en resa utomlands och tilldelas en officiell titel. Tomma ritualer utförs och en man döms till döden efter att ha nyst i slottets närhet. Hans avrättning beledsagas av en uppvaktande duett mellan drottning Constance och Valmonte.
Akt II
Drottningen och hovdamen Kitty tilltalas av livet utanför slottets murar. Ordet "utanför" är till och med förbjudet att yppas i palatset. Valmonte uppmuntrar drottningen och antyder att han kan tänka sig rymma med henne.
Akt III
Tiggarna matas. Kungen förklär sig till en av dem och arresteras. Han döms att hudflängas. Drottningen och Kitty flyr. Valmonte stiger ut från palatset iförd alla kungamaktens insignier.